# Barranc de Fórnols
El barranc de Fórnols és un barranc del Pallars Jussà que es forma a l'interfluvi del barranc de l'Espona i lo Barranquill, al límit dels termes de Tremp (antic terme de Fígols de Tremp) i Castell de Mur (antic terme de Mur). Després discorre en part termenal entre aquests dos termes, i, al tram final, ja dins del municipi de Castell de Mur.
Poc després de la seva formació és travessat pel Camí de Fórnols, lloc on troba també la Font de Fórnols, i davalla en direcció est, però fent molts meandres a causa del terreny que travessa. Deixa a l'esquerra, successivament, el Solà del Músic, el Solà del Bep i los Rengars, i a la dreta Ço del Nin i Ginebrell. Entre aquests dos paratges entra definitivament en el terme de Castell de Mur, mentre que el tram anterior havia fet de termenal entre aquest mateix terme municipal i el de Tremp.
A partir del seu punt d'arrencament, el barranc de Fórnols rep tot d'afluents de llaus i barrancs de les muntanyes que marquen la seva vall, força profunda, entre els quals destaquen les llaus de Llució i de Nofret, per la dreta, la de Cercallons, la de la Caçadora i la dels Mallols, per l'esquerra, i, encara, al tros final rep un altre nom: el de llau del Rengat. De seguida es transforma en el barranc de Sant Gregori, en el moment que per la dreta rep la llau del Romeral, al Carant del Duc.